# مشاک
مْشاک (ارمنی: Մշակ) روزنامه (سپس هفته‌نامه) ادبی و سیاسی به زبان ارمنی که از ۱۸۷۲ تا ۱۹۲۰ میلادی در تفلیس امپراتوری روسیه منتشر می‌شد. این روزنامه توسط گریگور آرتسرونی بنیانگذاری شد.